# هوأماي
في الحوسبة، whoami هو أمر على أنظمة التشغيل شبيه يونكس، ونظام التشغيل ويندوز وويندوز سيرفر 2003 ، وعلى رياكت. و تترجم الكلمة الئ اللغة العربية الئ «من أنا؟»

## نظرة عامة
يكون للأمر نفس تأثير أوامر يونكس . في أنظمة التشغيل المشابهة لـ يونكس، يختلف إخراج الأمر قليلاً عن $USER لأن whoami يخرج اسم المستخدم الذي يعمل به المستخدم، بينما يخرج $USER اسم المستخدم الذي تم استخدامه لتسجيل الدخول. على سبيل المثال، إذا قام المستخدم بتسجيل الدخول باسم John و su إلى root ، فسيعرض whoami root echo $USER يعرض John . هذا بسبب عدم استدعاء الأمر su لقذيفة تسجيل الدخول افتراضيًا.
تم إنشاء الإصدارات الأقدم في 2.9   BSD كنموذج ملائم who am i ، بيركلي يونكس who يأمر بطريقة طباعة هوية المستخدم الذي قام بتسجيل الدخول. تمت كتابة نسخة جنو بواسطة ريتشارد ملياناريك وهي جزء من أدوات جنو الأساسية (coreutils).
يتوفر الأمر أيضًا كجزء من ويندوز 2000 Resource Kit  وأدوات دعم ويندوز اكس بي SP2.
كان هذا الأمر متاحًا أيضًا على هيئة نوفيل نت وار - مقيم في الدليل العام لخادم الملفات. كما أنه يخرج الاتصالات الحالية إلى الخادم الذي تتصل به محطة العمل باسم المستخدم.

### يونيكس، شبيه يونكس
```
# whoami

root

```

### ويندوز,رياكت
```
C:\Users\admin>
whoami

workgroup\admin

```